# Нимрод (Библија)
Нимрод (хебр. נמרוד) или Неброд је библијска личност која се помиње у књизи Књизи постања и Књизи Дневника као син Хуша и праунук Ноја и краља Шинара. Приказан је у Библији као човек владар, моћни и вешти ловац и бунтовник према Богу. Библијска и ванбиблијска традиција повезује га са градњом Вавилонске куле. Више Месопотамских градова носе име по цару

## Библијско сведочанство
Први помен Нимрода налази се у Таблици народа где је описан као син. Хуша, унук Хама, и праунук Ноја, и као „силан на земљи“ и „моћан ловац пред Богом“. Ово се понавља и у Првој књизи Дневника.
Предање говори да је „почетак његовог царства“ био у градовима "Вавилон, Урук, Акада и Цалнех у земљи Шинеару (Месопотамија).

## Традиције и легенде
Од античких времена Нимрод се традиционално сматра предводником оних владара који су градили Вавилонску кулу, иако Библија никада то не наводи. Територија на којој је Вавилон грађен је у том периоду била под његовом управом па се сматра да је он ту изградњу предводио. Поред Јосифа Флавија, овакав став се може наћи и у Талмуду, а касније и Мидрашу8. Нека од тих раних јеврејских извора такође тврде да је краљ Амрахел, који је ратовао са Аврамом заправо Нимрод.
Нимрод је први пут идентификован у делу Клементинске литературе са владаром Нином Беловим, који је, како аутор каже, натерао Персијанце да обожавају ватру. У многим модерним интерпретацијама хебрејских списа о Постању 10, Нимрод је, син Куша, основао Ниниву. Ово је такође непотпуно зато што други преводи наводе Асура, сина Сема, за оснивача Ниниве.
У скорије време, поистовећивање Нимрода са Нином, сачињава велики део тезе Александра Хислопа у 19. веку у делу Два Вавилона.